# Крістіан Дюрр
Крістіан Дюрр (нім. Christian Dürr; нар. 18 квітня 1977 року, Дельменгорст, Німеччина) - німецький політик, депутат Бундестагу з 2017 по 2025 рік. З грудня 2021 року до розпуску фракції у березні 2025 року він був останнім на сьогоднішній день головою парламентської групи Вільної демократичної партії у Бундестазі. Після другого в історії партії недосягнення необхідного п'ятивідсоткового бар'єру заявив про намір балотуватися на посаду лідера ВДП. 16 травня 2025 року делегатами регулярного з'їзду у Берліні його було обрано новим партійним лідером.

## Життєпис
Дюрр відвідував початкову школу, середню школу та гімназію в місті Ґандеркезеє. З 1993 по 1994 рік за обміном у середній школі Кінгман у Нью-Кінгман-Батлер, штат Аризона (США). Після закінчення середньої школи в 1997 році він пройшов 13-місячний період цивільної служби в Німецькій службі донорів крові Червоного Хреста в клініці Бремен-Мітте до 1998 року, коли почав вивчати економіку в Ганноверському університеті імені Лейбніца, спеціалізуючись на корпоративному управлінні, маркетингу та державних фінансах. Він закінчив навчання у 2007 році, отримавши ступінь кандидата економічних наук.
З 2000 по 2001 рік проходив стажування в компанії adidas Salomon AG в Герцогенаураху. Професійним політиком став у 2003 році, коли вперше був обраний до ландтагу Нижньої Саксонії.
Дюрр проживає в Ґандеркезеє, одружений з 2012 року і є батьком двох дітей. Належить до євангелістської конфесії.

## Шлях у Вільній демократичній партії
Крістіан Дюрр приєднався до «Молодих лібералів» (JuLis), молодіжного крила Вільної демократичної партії, у 1995 році і був його окружним головою землі Ольденбург-Ланд з 1997 по 1999 рік. У 1998 році Дюрр став заступником голови JuLis Нижньої Саксонії, а в 2002 році остаточно зайняв посаду лідера.
Дюрр є членом ВДП з 1996 року, в 1997 році став членом окружного виконавчого комітету партії в окрузі Ольденбург-Ланд. У 2003 році він обійняв посаду заступника голови округу. З квітня 2000 року він також був членом виконавчої влади землі Нижня Саксонія, а з жовтня 2001 року - членом виконавчої влади округу Ольденбург. У лютому 2017 року він був обраний головою окружного об'єднання Ольденбурга. Дюрр також є експертом Федерального виконавчого комітету ВДП з 2011 року, членом Виконавчого комітету з 2013 року та речником конференції голів парламентських груп.
У середині березня 2025 року Дюрр оголосив про свою кандидатуру на посаду голови партії як наступника Крістіана Лінднера, який пішов у відставку через другу в історії поразку ВДП на виборах до Бундестагу. 16 травня 2025 року він був обраний абсолютною більшістю голосів (82 відсотки) і вступив на посаду лідера Вільних демократів.

## Парламентська діяльність
Дюрр вперше балотувався в окрузі Ольденбург-Ланд у 2003 році і став членом парламенту федеральної землі Нижня Саксонія. У 2003 році ВДП отримала 11,5 % у виборчому окрузі Дюрра (голосів за Дюрра як кандидата: 7,9 %). У 2008 році ВДП отримала там 11,3% (за Дюрра як кандидата: 11,2%) і 14,1% у 2013 році (за Дюрра як кандидата: 6,0%). У 2017 році Дюрр вирішив не балотуватися на дострокових земельних виборах у Нижній Саксонії через висунення своєї кандидатури на виборах до Бундестагу 2017 року.
З 2003 по 2009 рік Дюрр був членом Комітету з питань навколишнього середовища та клімату та речником з питань екологічної політики парламентської групи ВДП у Нижній Саксонії. 17 лютого 2009 року Дюрр змінив Йорґа Боде на посаді секретаря парламентської групи ВДП. 27 жовтня 2009 року він, у свою чергу, змінив Боде на посаді лідера фракції ВДП у парламенті землі Нижня Саксонія. Він зберіг цю посаду після земельних виборів 20 січня 2013 року і залишив її 26 вересня 2017 року після успішного обрання до Бундестагу. Його наступником був обраний Штефан Біркнер.
З 2013 року Дюрр був речником з питань медіа-політики своєї парламентської групи та речником конференції лідерів парламентських груп ВДП. Разом із Горстом Кортлангом він представляв партію як заступник члена Комітету з федеральних та європейських справ, ЗМІ та регіонального розвитку земельного парламенту Нижньої Саксонії. Він був радником у комітеті з підготовки виборів членів Конституційного суду, а також у комітеті з підготовки виборів.
Дюрр вперше балотувався до німецького Бундестагу у 2017 році. Після чотирьох років позапарламентської опозиції у зв'язку з програшем на виборах 2013 року, Вільні демократи отримали партійний результат у 10,7% (+6,0%) та 9,3% (+5,1%) у Нижній Саксонії, що означало, що Дюрр зміг потрапити до Бундестагу на першому місці у земельному партійному списку Нижньої Саксонії. У його виборчому окрузі (28 / Дельменхорст - Везермарш - Земля Ольденбург) результат ВДП як партії у 10,1% (+5,1%) був двозначним і, отже, вищим за середній показник в даній федеральній землі загалом. Дюрр отримав там 9,0% (+5,8%) голосів за себе особисто як кандидата. 25 вересня 2017 року, на наступний день після федеральних виборів, депутати парламенту від ВДП від Нижньої Саксонії обрали його головою своєї земельної групи. Дюрр також є головою північної регіональної групи парламентської фракції СвДП, до якої входять ліберальні депутати з Шлезвіг-Гольштайну та Гамбурга, а також депутати з Нижньої Саксонії.
20 жовтня 2017 року парламентська група ВДП обрала Крістіана Дюрра одним із заступників голови групи. На той час він також очолював робочу групу з питань бюджету та фінансів парламентської групи, був заступником члена Бюджетного комітету та Фінансового комітету.
7 грудня 2021 року Дюрр був обраний наступником Крістіана Лінднера на посаді лідера парламентської групи ВДП у Бундестазі 20-го скликання у зв'язку з вступом Лінднера на посаду федерального міністра фінансів Німеччини.

## Громадська діяльність
Дюрр є членом консультативних рад Федеральної асоціації підприємців та Турецько-німецької мережі, а також програмної консультативної ради Antenne Niedersachsen.
Він є членом Німецької парламентської асоціації, Європа-союзі Німеччини, Товариства друзів економічного факультету Ганноверського університету, Товариства друзів Фонду Рудольфа фон Беннігсена, внутрішньопартійного об'єднання ВДП "Ліберального середнього класу", Парламентської асоціації Нижньої Саксонії та бременського футбольного клубу SV Werder.
На місцевому рівні Дюрр є членом Асоціації місцевого розвитку та спадщини Ґандеркезеє, Асоціації місцевого розвитку та туризму Шьонемоору, Кола друзів хоспісу Ґандеркезеє та Кола друзів гімназії Гандеркезее. 

## Політичні позиції
Через коронавірусну кризу 2020 року та економічну кризу, що насувалася, Дюрр запропонував запровадити від'ємний податок на прибуток, щоб забезпечити багатьом компаніям більшу ліквідність. Економісти з різних наукових шкіл також підтримали цю ідею.
Дюрр має намір зробити Німеччину провідною країною у використанні ядерних та термоядерних реакторів для виробництва електроенергії.
Він закликав до дебюрократизації використання ядерного синтезу і прийняття «закону про ядерний синтез». За його словами, неможливо передбачити, чи буде побудована перша електростанція ядерного синтезу через 10 чи 20 років.
Дюрр ставить під сумнів субсидований захист біженців, які не мають права на притулок у Німеччині.
В інтерв'ю німецькій газеті Agrarzeitung Дюрр пояснив, що він закликає до конкурентоспроможного і сталого сільського господарства без надмірного регулювання. Він розкритикував розгул бюрократії і наголосив на необхідності надати фермерам більше підприємницької свободи: «Рішення, які приймають підприємливі фермери, харчова промисловість, набагато кращі з екологічної і, звичайно, економічної точки зору, ніж ті, що пропонують політики». 
Дюрр виступає за нові методи селекції та більш широке використання технологій і відкидає політику заборон: "Відповідь має бути в тому, щоб відкрити технології та можливість для їх розвитку". Він висловився на користь поширення торгівлі квотами на викиди CO₂ на всі сектори та скасування заборони на двигуни внутрішнього згоряння і регулювання транспортних засобів: "Ми вважаємо, що заборона на двигуни внутрішнього згоряння і регулювання транспортних засобів - це неправильно. І те, і інше має бути скасовано". Він також розкритикував складні сільськогосподарські субсидії і закликав до їх спрощення та скорочення: «Фундаментальною метою має бути зменшення залежності фермерів від державної підтримки».
В інтерв'ю Дюрр заявив, що Європейський зелений курс та стратегія ЄС «від ферми до виделки» є помилковими, і що ВДП в Брюсселі багато чому успішно завадила. Він розкритикував відсутність політики, сприятливої для інновацій, і закликав довіряти фермерам, а не обтяжувати їх додатковими вимогами: «Якщо ви довіряєте фермерам, ви отримаєте кращі результати, ніж якщо висуватимете все нові й нові вимоги». Дюрр підкреслив, що ройовий інтелект всіх учасників ринку перевершує централізовано сплановані політичні та ідеологічно вмотивовані економічні рішення і що економічне зростання є передумовою екологічного прогресу: "Історія людства показала, що прогрес може бути успішним, якщо він йде пліч-о-пліч з економічним прогресом."